# 伯氏瓶
伯氏瓶（？—？），姬姓，臧孙氏，名瓶。伯氏瓶是鲁孝公曾孙、臧僖伯之孙、臧哀伯之子，中国春秋時期鲁国政治人物。
大约生活在鲁桓公、鲁庄公之间。他的儿子是臧文仲。